# Lista över Sydafrikas regeringschefer
Sydafrikas president är sedan 1984 Sydafrikas statschef och regeringschef. Från Unionens grundande 1910 till Pieter Willem Bothas konstitutionsrevideringar under det tidiga 1980-talet var emellertid en inför parlamentet ansvarig premiärminister regeringschef. Genom en konstitutionsändring 1984 sammanslogs funktionen som regeringschef med den ceremoniella presidentenposten, som därmed blev landets mäktigaste. Ämbetet som premiärminister upphörde därmed att existera kort efter att Botha valts till president av det nya trekammarparlamentet.
Samtliga sydafrikaner med titeln premiärminister har varit manliga afrikander.

## Premiärministrar under monarkin
Se även: Sydafrikanska unionen
- Louis Botha 1910-1919
- Jan Smuts 1919-1924
- James Barry Munnik Hertzog 1924-1939
- Jan Smuts 1939-1948
- Daniel Malan 1948-1954
- Johannes Gerhardus Strijdom 1954-1958
- Hendrik Frensch Verwoerd 1958-1961

## Premiärministrar i Sydafrikanska republiken
- Hendrik Frensch Verwoerd 1961–1966
- Balthazar Johannes Vorster 1966–1978
- Pieter Willem Botha 1978–1984

## Regeringschefer med titeln president
Premiärministerposten slogs ihop med presidentposten år 1984. Se: Lista över Sydafrikas statschefer